# Michael Keeping
Alexander Edwin Michael „Mike“ Keeping (* 22. August 1902 in Milford on Sea, England; † 28. März 1984 ebenda) war ein englischer Fußballspieler und -trainer.

## Herkunft
Michael Keeping war der Sohn des Radsportlers und Olympiateilnehmers (mit der britischen Mannschaft 1896) Frederick Keeping, der sich später mit einer Automobilwerkstätte selbstständig machte.

## Karriere als Spieler
Michael Keeping begann seine Fußballerkarriere 1919 als Amateurspieler beim FC Southampton in der  Southern League. Bereits ein Jahr später erhielt er bei den Saints einen Profivertrag, kam aber erst 1924 zu seinem Debüt in der ersten Mannschaft des FC Southampton in der Football League Second Division. Im Verlauf der nächsten zwei Jahre avancierte er zum Stammspieler auf der Position des Linksverteidigers. Besonders hervorzuheben ist seine Teilnahme 1927 am Halbfinale des FA Cups, als die Saints 1:2 gegen den FC Arsenal verloren. Aufgrund von finanziellen Schwierigkeiten verkauften die Saints Keeping, der im Paar mit Johnny Arnold 5.000 Pfund einbrachte, im Februar 1933 an den Zweitligaaufsteiger FC Fulham. Er spielte bei den Cottagers bis zum Beginn des Zweiten Weltkrieges 1939. Abgesehen vom dritten Platz 1933 belegten die Londoner in jener Zeit Plätze im Mittelfeld.
1929 wurde er in die Auswahl der "Professionals" berufen, die gegen eine Amateurauswahl das FA Charity Shield ausspielten und dieses Spiel vor 6.000 Zusehern in New Cross, London mit 3:0 gewannen. Im September 1931 stand er in einer Auswahl der Football League die im Bloomfield Road Stadium von Blackpool vor 15.000 Zusehern eine irische Ligaauswahl mit 4:0 niedermachte.
Im September 1938 wurde über ihn berichtet, dass er der einzige Fußballer mit Pilotenlizenz sei und dass er ein eigenes Flugzeug besitzt. Zudem hätte er zwei Automobilwerkstätten.

## Karriere als Trainer
Ab Februar 1948 trainierte Keeping den amtierenden spanischen Pokalsieger Real Madrid.  Er übernahm den Verein in Abstiegsgefahr auf dem elften und damit viertletzten Platz der Liga und führte ihn in den noch ausstehenden neun von 26 Spielen auf den elften Rang.  Bei seinem Einstand setzte es eine 1:4-Heimniederlage gegen Celta Vigo. Erst im August 2018 startete ein weiterer Trainer mit vier Gegentoren bei seinem Pflichtspieleinstand bei Real: Julen Lopetegui verlor das Finale des UEFA Super Cups mit 2:4 gegen Atlético Madrid. Am 13. Juni gewann Keeping durch einen 3:1-Sieg über den Meister von 1947, den FC Valencia, die Copa Eva Duarte, Vorgängerwettbewerb des heutigen spanischen Supercups. In den folgenden beiden Saisonen führte er Real Madrid auf den dritten und vierten Platz in der Liga. 1949 gewann er mit Real durch einen 2:1-Sieg in La Coruña über den Racing Club de France die Trofeo Teresa Herrera, ein Einladungsturnier. Ab Beginn der Saison  1950/51 brauche man ein Zertifikat von einem nationalen Trainerlehrgang. Keeping betrachtete das als „Zeitvergeudung“ und verweigerte, zumindest zunächst, die Teilnahme. Ende Oktober 1950 wurde er nach dem achten Spieltag wegen unbekömmlicher Äußerungen entlassen. Dem vorausgegangen waren allerdings ebenso unbekömmliche Niederlagen gegen Real Sociedad, den FC Barcelona und Deportivo La Coruña mit Ergebnissen von 2:6, 2:7 und 0:5. Real stand zu jenem Zeitpunkt auf dem siebten Platz und sollte die Saison unter seinen Nachfolgern Baltasar Albéniz und dem Uruguayer Héctor Scarone auf Platz neun beenden.
Mitte Januar 1959 wurde er Trainer beim englischen Verein Poole Town in der  Southern League. Im Zusammenhang wurde berichtet, dass er nach seiner Zeit bei Real Madrid noch eine administrative Position bei einem niederländischen Verein gehabt habe.
Im September 1960 folgte er einem Inserat und wurde Trainer des holländischen Zweitligisten Heracles Almelo, nachdem ihm sowohl die Football Association als auch der KNVB hervorragende Referenzen gaben. Dort trat er Ende Januar 1961 unerwartet aus „Familiengründen“ – die Heirat mit seiner Braut stand an – vom Amt ab und ging wieder nach England zurück. Trotz des Nichtvorhandenseins eines Trainerdiploms wurde er als kompetenter Trainer wahrgenommen.
Es wird berichtet, dass er zudem weitere Funktionen bei Vereinen in Dänemark, Frankreich und Nordafrika hatte.